# اراذل (فیلم ۲۰۱۱)
اراذل (به هندی: Rascals) فیلمی محصول سال ۲۰۱۱ و به کارگردانی دیوید داوان است. در این فیلم بازیگرانی همچون سانجی دات، اجی دیوگن، کانگانا رانوت، لیسا هایدون، آرجون رامپال، چانکی پاندی، ساتیش کایشیک، مشتاق خان و بهاراتی آچرکار ایفای نقش کرده‌اند.